# Front Nacional d'Alliberament Àfar
El Front Nacional d'Alliberament Àfar (Afar National Liberation Front ANLF) fou un moviment polític i militar d'Etiòpia.
L'agost de 1978 el Moviment Nacional d'Alliberament Àfar va fer aliança amb el Derg dins de l'estructures polítiques del qual va quedar gairebé absorbit. Els guerrillers del ANLM havien estat entrenats a Somàlia i havien lluitat contra el Derg (1975-1977) i algunes unitats no van acceptar aquesta aliança i sota el xeic Hussein Ahmed Mussa, es va escindir del ANML (1979) i es van aliar al Front d'Alliberament Àfar, sent anomenat com ALF-Nord (la resta del ALF fou conegut com a ALF-Sud). El ALF no obstant estava molt poc operatiu i el 23 de març de 1983 en una conferència al Iemen, els escindits es van constituir en el Front Nacional d'Alliberament Àfar (ANLF) sense trencar l'aliança estratègica amb l'ALF. També van buscar aliances amb el Front Popular d'Alliberament d'Eritrea i el Front Popular d'Alliberament de Tigre, que no van reeixir. El 1991 conjuntament amb el Front d'Alliberament Àfar van prendre el control del territori àfar (excepte la part costanera que va quedar per Eritrea) i el grup va esdevenir polític i va participar en les eleccions regionals de 1992 i 1995. A partir de 1996 l'ANLF, una part de l'ALF, el Moviment Nacional Democràtic Àfar (ANDM) i algun grup menor (que havien pres part a les eleccions del 1995) es van agrupar en una aliança que va agafar el nom d'ANDP (Partit Nacional Democràtic Àfar). El 1999 l'ANDP va fer aliança amb l'APDO (Organització Popular Democràtica dels Àfars).